# Древнерусская литература

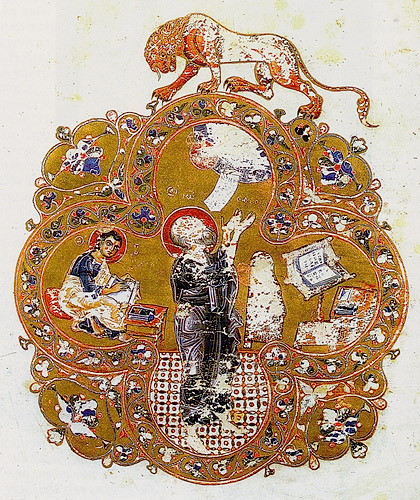
Евангелист Иоанн, миниатюра из Остромирова Евангелия, середина XI века

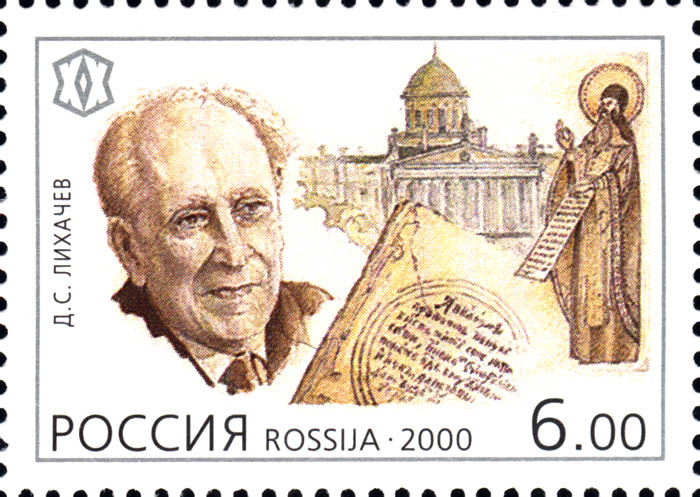
Дмитрий Лихачёв, один из ведущих исследователей древнерусской литературы, на почтовой марке России, 2000

Древнерусская литература — русская литература в период с XI по XVII век (верхняя граница условна). Характерна тесной связью с византийской и болгарской литературными традициями и аскетической христианской направленностью. Часть так называемой Slavia Orthodoxa (современный термин), литературной общности православных славян, существовавшей с IX века до начала Нового времени в условиях общей конфессиональной принадлежности, единой языковой среды (церковнославянский язык, его изводы, а также близкие к ним национальные литературные языки) и имевшей единый литературный фонд.

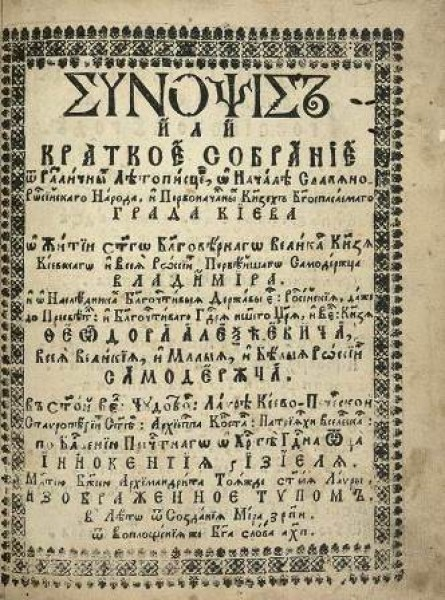
«Синопсис» Иннокентия Гизеля, издание 1680 года

Русская литература XVII века, в переходный период, характеризуется усилением национального начала, значительным увеличением количества литературных произведений, демократизацией и расширением социальной базы.

### Переходная литература XVII века

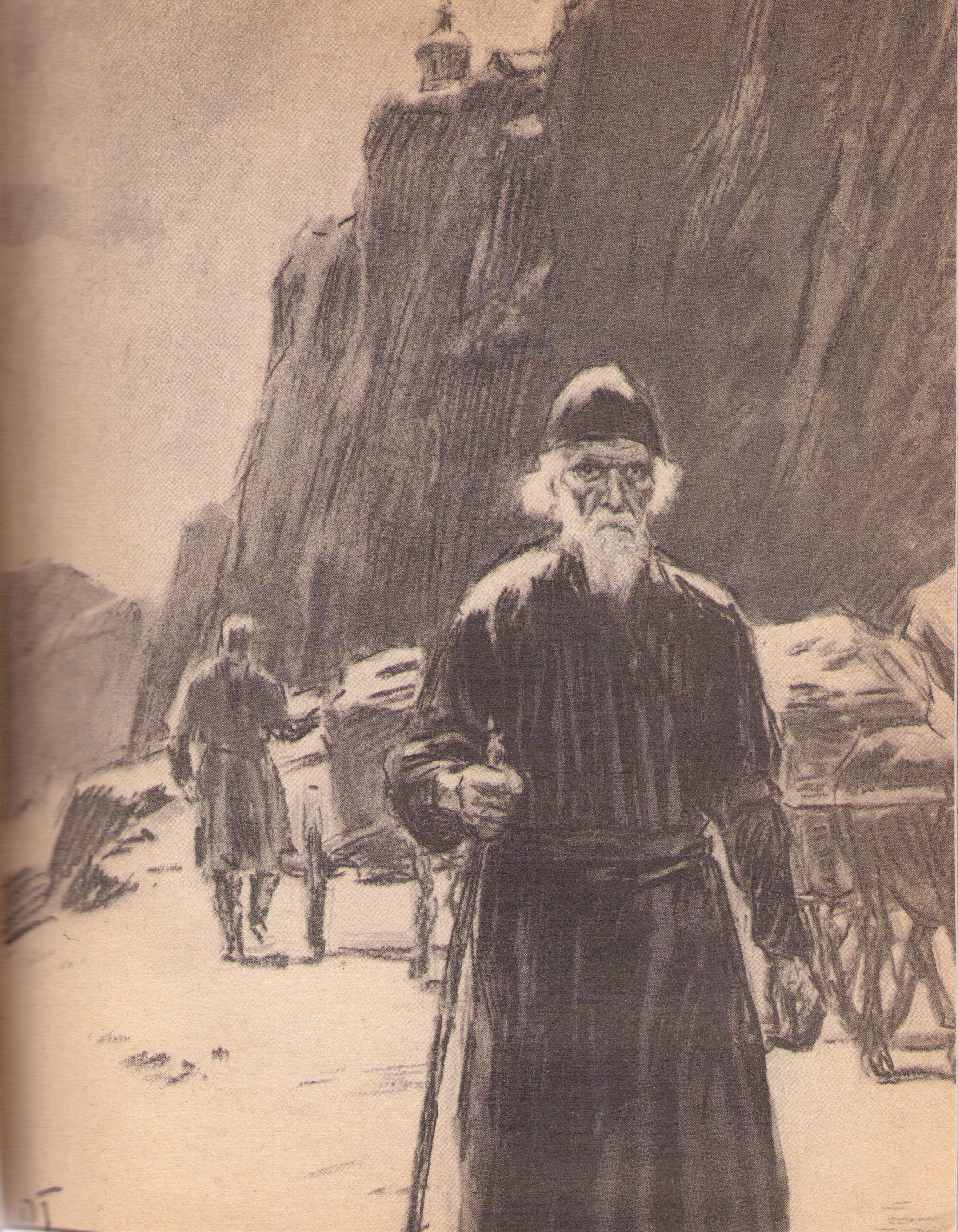
Арсений (Суханов) во время путешествия на православный Восток в середине XVII века, в ходе которого он добыл сотни древних греческих рукописей; художник О. И. Гроссе, начало 1960-х годов

## Общая характеристика

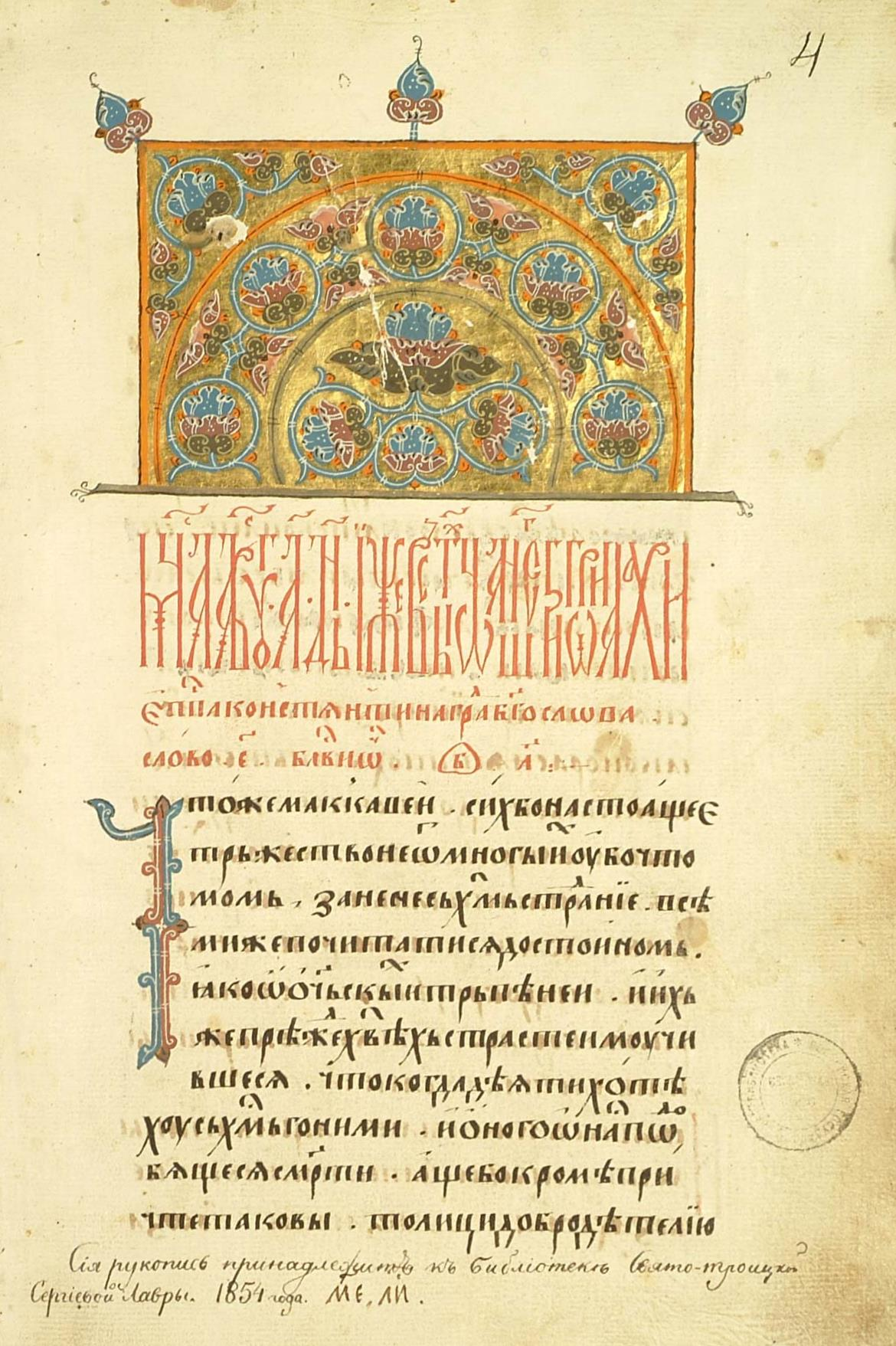
Четья-минея, XVI век

Древнерусская литература не механически заимствовала, но творчески преобразовала византийскую и болгарскую литературные традиции, с которыми она была тесно связана. Русь усваивала аскетическую византийскую традицию и не приобщалась к столичной константинопольской культуре, воспринимала только собственно христианскую литературу, исключая античную, имевшую широкое распространение в Византии. Одна из причин этого заключается в том, что схожая ситуация уже была создана в южнославянской литературе, ставшей для русской образцом. Античное наследие, ставшее в Византии основой светской образованности, воспринималось на Руси как языческое, а потому вредное для человеческой души и не имеющее культурной ценности. В качестве источников использовались не только греческие тексты, но и актуальные западные образцы, скандинавские и западнославянские. Для русской литературы в пределах до XVII века характерно отсутствие чётких национальных границ и наличие частичной общности в развитии литератур восточных и южных славян.

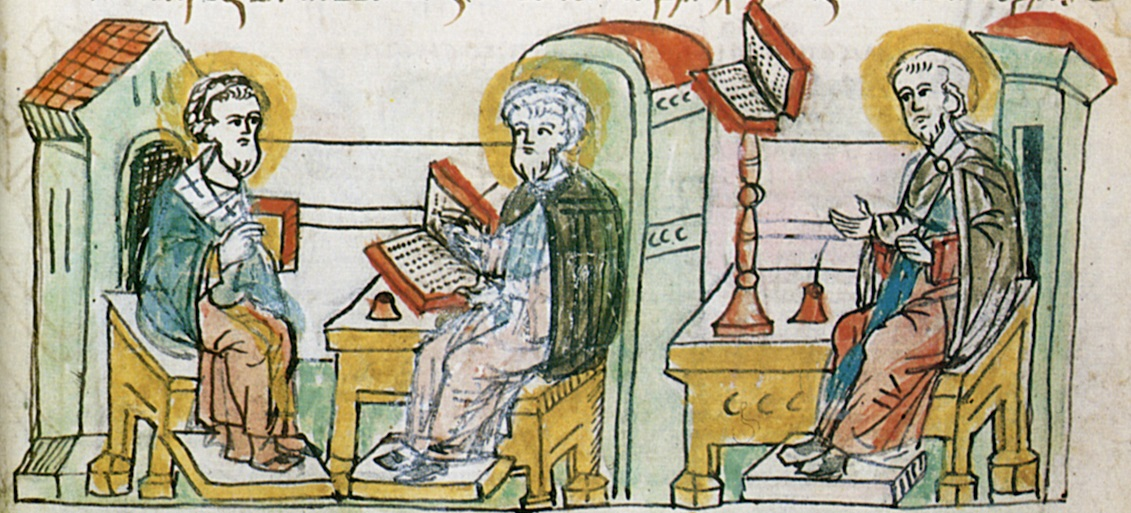
Перевод богослужебных книг Кириллом и Мефодием. Миниатюра из Радзивилловской летописи, конец XV века

Сознание Древней Руси было религиозным. Христианское миропонимание отводило языку роль посредника между человеком и высшей реальностью. Текст воспринимался как откровение, поскольку сообщал Божественные истины. Тексты (как письменные, так и устные) сопровождают верующего христианина на протяжении всей жизни. Установления его жизни связаны с правилами святых отцов, толкованиями, дидактическими поучениями и гимнами. Особое место занимает почитание памяти святых, предполагающее обширный круг текстов.
Литература Руси решала преимущественно внелитературные задачи. Литература имела прикладной характер, художественность в ней не была самоцелью. Творческий акт не имел ценности сам по себе, являясь лишь повторением и раскрытием заранее данного. Важнейший принцип средневековой культуры «imitatio» (подражание, уподобление) предполагал, что благодатные дары приобретаются на пути приобщения к образцам, в том числе словесным. Поэтому главной задачей для древнерусских книжников виделось спасение души. Большинство древнерусских литературных произведений, почти весь корпус известной литературы имеет религиозное содержание, носит богословскую и религиозно-учительную направленность, включая летописные памятники. Из немногих сохранившихся древнейших русских рукописей XI—XIII веков подавляющее большинство — это Евангелия, Псалтыри, богослужебные книги. Душеполезным содержанием проникнуты и более поздние обширные дидактические сборники, жития святых, торжественные проповеди, летописи, воинские повести, притчи, афоризмы, описания путешествий, княжеские и пастырские наставления. Такие литературные своды, как «Измарагд», «Златая цепь», «Мерило Праведное», «Пчела», предназначались для того, чтобы сформировать у читателя навыки христианского служения. Аскетические творения и поучительная литература стали введением в сотериологию, учение о спасении души. История, записанная в летописях, развивавшихся с XI века, воспринимались в первую очередь как реализация Божьего промысла. Особняком среди сохранившихся произведений стоит «Слово о полку Игореве».
Извлечь из произведения духовную пользу можно было только при достоверном изложении событий — проявлений Промысла. Большинство повествовательных текстов отмечено установкой на достоверность. Об этом свидетельствуют отсылки к летописям, поиски прецедентов, интерес к мнению очевидцев. Повествователь стремился опереться или на сведения участников событий, или на традицию, которая считалась достоверным источником. К примеру, житийная литература предполагала опору на свидетельства людей, лично знавших святого или располагавших сведениями, которые передавались из первых рук. Последующие исторические произведения изменяли и комбинировали первые, но редко создавали совершенно новое освещение событий. Опасаясь вымысла и лжи, писатели основывали свои произведения на документах, которыми они считали и всю предшествующую письменность.
Важным способом освоения прошлого была ретроспективная аналогия. В «Слове о законе и благодати» (XI век) библейские примеры используются для того, чтобы доказать преимущества христианской веры и прославить русский народ, приобщившийся к благодати. В летописях княгиня Ольга сравнивается с греческой царицей Еленой, а князь Владимир — с библейским Соломоном. Тексты были рассчитаны на фоновые знания читателя, на его знакомство с христианскими образами и богословием. Ретроспективная аналогия предполагала предрешённость, повторяемость событий. Помимо линейной концепции времени средневековая христианская космология предполагала соотнесение событий с первоначальным исходным состоянием, которое как бы никогда не исчезает. Идея линейного времени соединялась с идеей бесконечного возвращения, вечности. Отсюда характерная приверженность книжников сюжетам и темам, которые были всегда актуальны. Воплощением этой идеи явилась христианская притча, герои которой не соотносятся с конкретной исторической эпохой. Другим ярким примером является житийная литература, в которой святой может действовать вне привычных пространственно-временных категорий.
Опора на традицию не была самоценностью, она определялась необходимостью обращения к святым образцам: Святому писанию и трудам отцов церкви. Нынешние повести были лишь отражением повестей древних. Причина заключалась в том, что самовыражение считалось греховным: по выражению Кирилла Туровского (XII век), «в души бо грешьне ни дело добро, ни слово пользьно ражаеться» (в грешной душе не рождаются ни доброе дело, ни полезное слово). Автор воспринимался не как таковой, а как посредник. Подлинным творцом произведения считался Господь. Однако посредник должен был обладать необходимыми навыками и знаниями для выполнения своей посреднической роли.
История и вечность не предполагали вымысла, художественной фикции. Уже в 1073 году составители «Изборника Святослава» предостерегали от иноземных мирских сочинений, основанных на художественном воображении. Беллетристика развивается лишь в поздний период.
Книжность отвечала также на вопросы, связанные с естественной историей (возникновение и устройство мира, космология и др.) и с развитием человеческого общества (расселение народов, зарождение власти, государства, смысл и назначение человеческой истории).
В отличие от других традиционалистских литератур, древнерусская характеризуется синкретичностью, отсутствием чётко выраженной поэтологической рефлексии, сознательным отказом от рационализма и спецификации теоретического знания. От византийской она отличается подчёркнутой нерегулярностью, размытостью жанров, границ между прозаическим и стихотворным, отсутствием ясного понятийного аппарата. Ритм и рифма носили нерегулярный и орнаментальный характер. Система нормативных правил начинает вырабатываться только придворной учёной поэзией XVII века и в период петербургского барокко и классицизма.
Уже в ранний период развития древнерусской литературы прослеживается понимание Руси не только как этно-политического и религиозного сообщества, но и как Царства Христова. В Слове о законе и благодати середины XI века (будущего митрополита Илариона) новокрещённый русский народ именуется новым. Восприятие народа, принявшего крещение в «последние времена» (перед страшным судом), как нового, наделённого особой благодатью, было свойственно христианской историософии. Новый народ получал преимущество перед древним — «ветхим», закон которого («Ветхий Завет») отошел в древнюю историю, в предысторию нового христианского мира. Литература отражает, в частности, идею о божественном покровительстве Руси, а позднее единому Русскому государству и его столице, Москве. Уже в «Сказании о чудесах Владимирской иконы Божией Матери» второй половины XII века проводится идея покровительства Богоматери над Владимиро-Суздальской Русью и всей Русской землёй. Позднее идея небесного заступничества нашла отражение в ряде произведений, рассказывающих о нашествиях на Русь ордынцев: Повести о Темир-Аксаке, о чудесном избавлении Москвы от нашествия Тамерлана в 1395 году, Повести об Ахмате, Повести о нашествии Магмет-Гирея, Сказании о чудесах иконы Донской Богоматери и создании Донского монастыря, рассказывающем о нашествии хана Казы-Гирея в 1591 году. Перечисленные произведения сближает не только сходство сюжета и поэтических образов, но и отдельные словосочетания и обороты. Ещё ярче мысль о небесном покровительстве Москве выражена в созданном в середине XVI века компилятивном «Сказании о Владимирской иконе Божией Матери».

### Литературный канон, этикет и обычай
Принципы христианского канонического искусства, всеобъемлющая идея следования образам, восходят к теории образа, сформировавшейся в Византии в VIII—IX веках на основе учения Феодора Студита и Иоанна Дамаскина. Древнерусская литература была наполнена кочующими из произведения в произведение идеологемами, фразами, одинаковыми или сходными словесно-стилистическими приёмами; это же относится к мировоззренческим, содержательным сторонам источника и особенностям его литературного оформления. Канон русской средневековой культуры позволял соотносить незнакомое, новое с известным, придавать ему законченный облик и включать в систему общепризнанного. В то же время требования литературного канона были весьма нечёткими, не было конкретных указаний. Стереотипы описания складывались по мере накопления опыта.
Одна из основных особенностей древнерусской литературы описана в теории литературного этикета Д. С. Лихачёва. Как и в фольклоре, в древнерусской литературе особое место занимают «общие места». Литературное произведение стремится не удивить читателя новизной, а, напротив, — «заворожить» его привычностью. Авторы стремились всё ввести в известные нормы, классифицировать. Составляя литературное произведение, автор совершает некий обряд, участвует в ритуале. Рассказ ведётся в подобающих рассказываемому церемониальных формах. Передаются речи, которые должны быть произнесены в конкретной ситуации, действия, которые должны быть совершены при данных обстоятельствах, интерпретация обстоятельств, приличествующая случаю. Восхваляется или порицается то, что принято восхвалять и порицать, всему славословию или хуле придаются приличествующие случаю формы. Смешиваются должное и сущее. Литературные произведения, как правило, лишены художественных «неожиданностей». Неожиданности и новизна так же нежелательны, как нежелательны они в любых церемониях или обрядах. Абстрагирование и этикетность, однако, не охватывали литературные произведения целиком. Почти в каждом памятнике имеются многочисленные отступления от этикета. В этих отступлениях автор мог выражать личное, непосредственное, отношение к предмету. В произведение проникали элементы реалистичности, личностное, авторское начало.
Этикетность приводит, как и в фольклоре, к особой импровизационности литературного творчества, его коллективности и традиционности. Литературные произведения не ограждены друг от друга строгими границами, текст не закреплён точными представлениями о литературной собственности, произведения обладают некоторой «текучестью», неустойчивостью текста, отражающейся в общем литературном процессе «размытостью» хронологических границ.
Лихачёв связывал литературный церемониал с системой строгих ограничительных норм Средневековья. Наиболее существенными факторами влияния были внешняя идеологическая принудительность, общемировоззренческая предрешённость высказывания, которое основывалось не на достоверности, а на истинности, на должном.
Близкую трактовку древнерусской литературы даёт А. В. Каравашкин. По его мнению, концепция этикетности исключала авторский замысел, целеполагание и имманентную смысловую природу текста. Однако любое произведение восходит к внетекстовой реальности и предполагает идейные и содержательные задачи, которые решал автор. Преобладание имперсонального, по мнению учёного, не означало полного отсутствия личностного начала.
Исследователь отмечает стабильность и неизменность творческих принципов средневековой русской литературы. Согласно Каравашкину, передача книжной традиции в течение всего периода существования древнерусской литературы обеспечивалась благодаря наличию единого корпуса литературных образцов. Для изображения и оценки схожих ситуаций и объектов использовались общие модели и готовые формы. Если в настоящее время степень таланта автора определяется способностью обновлять поэтические ассоциации читателя, создавать новые образы, то традиционная, в том числе древнерусская, книжность ценила умение пользоваться уже готовыми образцами. Мастерство книжника заключалось в непринуждённости обращения с элементами письменной культуры. Авторы учились на примерах образцовых произведений, в условиях отсутствия теоретически разработанных правил. Канон был не нормой, он функционировал как обычай, совокупность изменчивых навыков, передававшихся стихийно, на основе прецедентов. Причём подражание авторитетным текстам не всегда декларировалось и, вероятно, не всегда в каждом конкретном случае осознавалось, оно было заключено в писательской практике, узусе средневековой книжности. По причине отсутствия теоретического осмысления литературной культуры самими носителями, сведения об этом узусе являются результатом реконструкции исследователями. В рамках литературного обычая Каравашкин выделяет типичные конструкции, типичные мотивы и формулы (топосы) и типичные интерпретации. Общие места и формулы могли существовать вне абстрактного жанрового канона, как универсальные идейно-художественные приёмы. Запас средств выражения задавался традицией, но возможности их отбора и сочетания были неограничены.

### Поэтика
Русская культура выработала собственный тип образованности и системы нормативной литературы. Проявления античной и европейской образованности, риторика («красноречие») и поэтическое искусство («стихотворное художество») рассматривались как «внешняя мудрость», присущая «латинству». Наиболее последовательно эту позицию выразил протопоп Аввакум (XVII век): «Не ищите риторики и философии, ни красноречия, но здравым истинным глаголом последующее, поживите. Понеже ритор и философ не может быти християнин».
Творческие установки и литературная техника Руси носили имманентный характер. Многие древнерусские писатели были, прежде всего, знатоками образцовых текстов. Они руководствовались определёнными передававшимися через поколения установками, принципами и навыками. Однако отдельные памятники литературы, посвящённые проблемам литературной техники, встречаются редко и имеют описательный характер (известны уже с XI века). В XVI—XVII веках имел место опыт составления письмовников — собирания типичных оборотов речи, которые приличествовали ситуациям и образам адресатов. Известны также азбуковники — энциклопедии и словари, в том числе словари иностранных слов, содержащие, помимо прочего, толкования отдельных стиховедческих терминов.

### Авторы

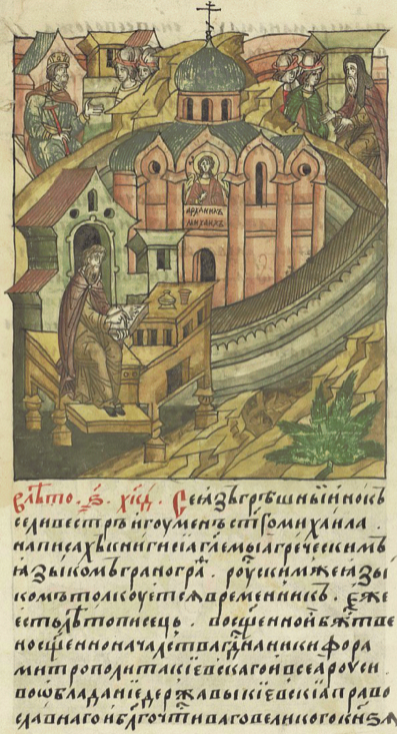
Игумен Сильвестр во время написания летописи (1116). Миниатюра из Лицевого летописного свода, XVI век

Писатель в восприятии данной культуры не сочинял, а сообщал миру трансцендентные божественные истины, которые открылись ему в награду за смирение и благочестие. Одной из основных особенностей древнерусской литературы была её имперсональность. Судьба литературного памятника была связана с коллективным творчеством многочисленных переписчиков и редакторов. Произведения не считались принадлежащими конкретному автору, авторская воля никак не закреплялась в традиции, авторство было неотделимо от соавторства.
В то же время каждый новый текст, в том числе переработка предшествующих сочинений, представлял собой определённый авторский проект. Авторское начало выражалось в обилии вариаций текста, его перекомпоновках, сокращениях, вставках, изменениях манеры высказывания, повествования и стиля. Топосы и цитаты в конкретных нюансах переосмысливались и приобретали новый контекст. Тем не менее, авторское начало проявлялось значительно менее отчётливо, чем в Новое время.

## Жанры
Выраженной рефлексии и систематизации жанров в древнерусской литературной среде не прослеживается. Высказывания авторов, проводивших жанровую типологию, делались от случая к случаю (неизвестный составитель ранней Распространенной редакции «Повести о Михаиле Тверском», инок Фома, Нил Сорский, митрополит Макарий).
Жанровые определения часто соединялись с определениями предмета повествования. Определённые лексемы можно принять за жанровые определения. Так, лексема «слово», часто воспринимаемая как название жанра, могла обозначать дидактическое поучение, главу книги, беседу, речь, статьи различного содержания и др.. Особое место занимали древнерусские апокрифические сочинения.

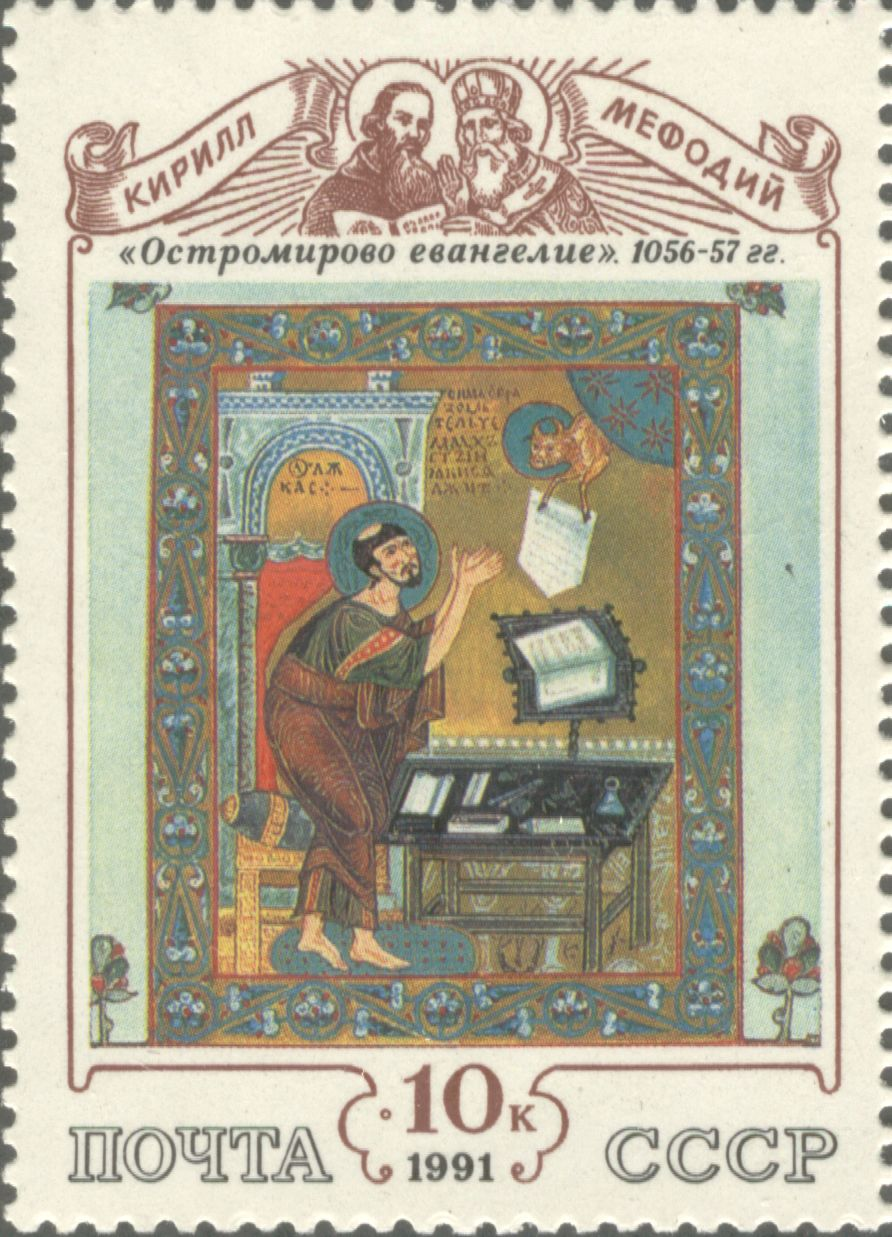
Почтовая марка СССР, 1991. Серия Культура русского средневековья XI—XVI века: «„Остромирово Евангелие“. 1056—57 гг.», оформление Герман Комлев

Одна из жанровых классификаций древнерусской литературы была предложена Н. И. Толстым и опробована на литературном материале Е. М. Верещагиным (вариант последнего несколько отличается от варианта Толстого):
- скриптурные памятники (Священное писание и апокрифы)
- литургические/евхографические (богослужебные книги и гимнографические памятники)
- вероучительные (символы, изложения веры, огласительные, полемические и этико-наставительные поучения, толкования)
- проповеднические (ораторская проза и гностическая литература)
- житийные (жития святых, похвальные слова святым, сказания об обретениях, перенесениях мощей и икон, чудесах)
- канонико-юридические (уставы, кормчие книги, судебники, договорные, духовные, вкладные и др. грамоты)
- мемориальные (летописи, хронографы, описания исторических событий, паломничеств, путешествий)
- научные (сборники энциклопедического характера)
- бытовые (частная переписка, надписи, эпиграфика)[19][20].

Объединение в одной классификации не только памятников книжности, но и большей части письменных памятников вообще оправдано смешением делового, бытового и книжного, характерное для Руси.
Данная классификация не различает первичные жанры (например, жития) и объединяющие жанры, включающие небольшие произведения в качестве исходного материала (пролог, минеи-четьи и др.).
Это различие учитывается в классификации, основанной на систематике Лихачёва, различавшего монументальные и малые жанровые формы. Н. И. Прокофьев приводил следующую классификацию:
- сложные формы (летописи, хронографы, агиографические сборники, письмовники и др.)
- первичные жанры:
  - эпические жанры
    - исторические жанры (житие, воинская повесть, сказание и хождение)
    - аллегорические (притча)
    - символические (чудо, видение, знамение)

  - лирические (поучение, послание, плач).

Важнейшим признаком эпических жанров является объект изображения, лирических — назначение.
Из разновидностей деловой письменности в древнерусскую литературу проникали только те, которые были связаны с вероучением. Остальные виды деловых текстов, созданные ради земных интересов, выносились за пределы литературы — эпиграфические памятники, различные акты, приходно-расходные книги, имущественные, в том числе библиотечные описи, протоколы судов и соборов, статейные списки, разряды, челобитные, грамоты. Если эти тексты хранились, то иначе, чем религиозные.
Душеполезная направленность литературы обусловила её синкретичность — все составляющие её тексты должны были соотноситься со словом Божьим. По этой причине в славянской средневековой письменности не было специального раздела научной литературы. Интерес к естественным наукам присутствовал, но в книжность могли попасть только те элементы этих наук, которые в представлениях этого времени были связаны с вероучением. Прочее передавалось через устную традицию. Науки гуманитарного цикла были связаны с античной языческой культурой, что вызывало ещё большее неприятие. Словесные «хитрости» не способствовали постижению Творца, который открывается не словеснику, а праведнику. Кроме того, находящиеся под влиянием православных церквей славянские культуры не могли иметь успеха в схоластическом богословии. История науки обычно относит к натурфилософии переводные и компилятивные произведения, такие как «Христианская топография» Козьмы Индикоплова, «Физиолог», «Шестодневы». Однако устройство мироздания и в данном случае интересовало средневековых книжников только аспекте бесконечной мудрости и любови Всевышнего. Природоведческие книги воспринимались в качестве апологетических сочинений. Псалтирь и Часослов служили, в частности для постижения грамоты, но они не являются собственно учебниками. Переходными формами от молитвенника к учебнику являются азбуки и буквари, которые выпускались в Западной Руси со времени Ивана Фёдорова и с XVII века вошли в число изданий Московского печатного двора.

## Характер бытования
Древнерусская литература была почти полностью рукописной. Книгопечатание слабо изменило характер и способы распространения литературных произведений. И в XVII веке литературные произведения продолжали, как и раньше, распространяться в основном путём переписки.
При переписывании книжники вносили свои поправки, изменения, сокращения или, наоборот, развивали и расширяли текст. В отличие от литературы Нового времени, имеющей канонические тексты произведений, русская средневековая литература чаще всего не оформлялась в корпус окончательных текстов, литературные памятники по большей части не имели устойчивого текста. Каждый конкретный текст (произведение, редакция, список) мог быть результатом свободной переработки предшествующих и одновременно источником последующих. Часто сложно или невозможно установить, какой вариант текста ближе к первоначальному («авторскому»). Новые редакции и новые виды произведений появлялись в ответ на новые требования, выдвигавшиеся социальной средой, или возникали под влиянием изменений литературных вкусов.
Некоторые произведения читались и переписывались в течение нескольких веков. Другие быстро исчезали, но понравившиеся переписчикам части включались в состав других произведений. В этом отношении прослеживается сходство между бытованием древнерусских литературных произведений и фольклорных.
От раннего периода сохранилось около 1000 древнерусских рукописей. Значительная часть книжного наследия сохранилась в поздних списках XVI—XVII веков, более ранние рукописи редки. Первоначальным письменным материалом был пергамент. На рубеже XIV—XV веков его постепенно вытесняет бумага. Рукописи домонгольской эпохи писались в основном уставом. Уставом писались многие богослужебные книги. Постепенно его сменяет полуустав, более беглый тип письма, затем — скоропись, беглое письмо с большим количеством условных сокращений.

## Типы рукописей

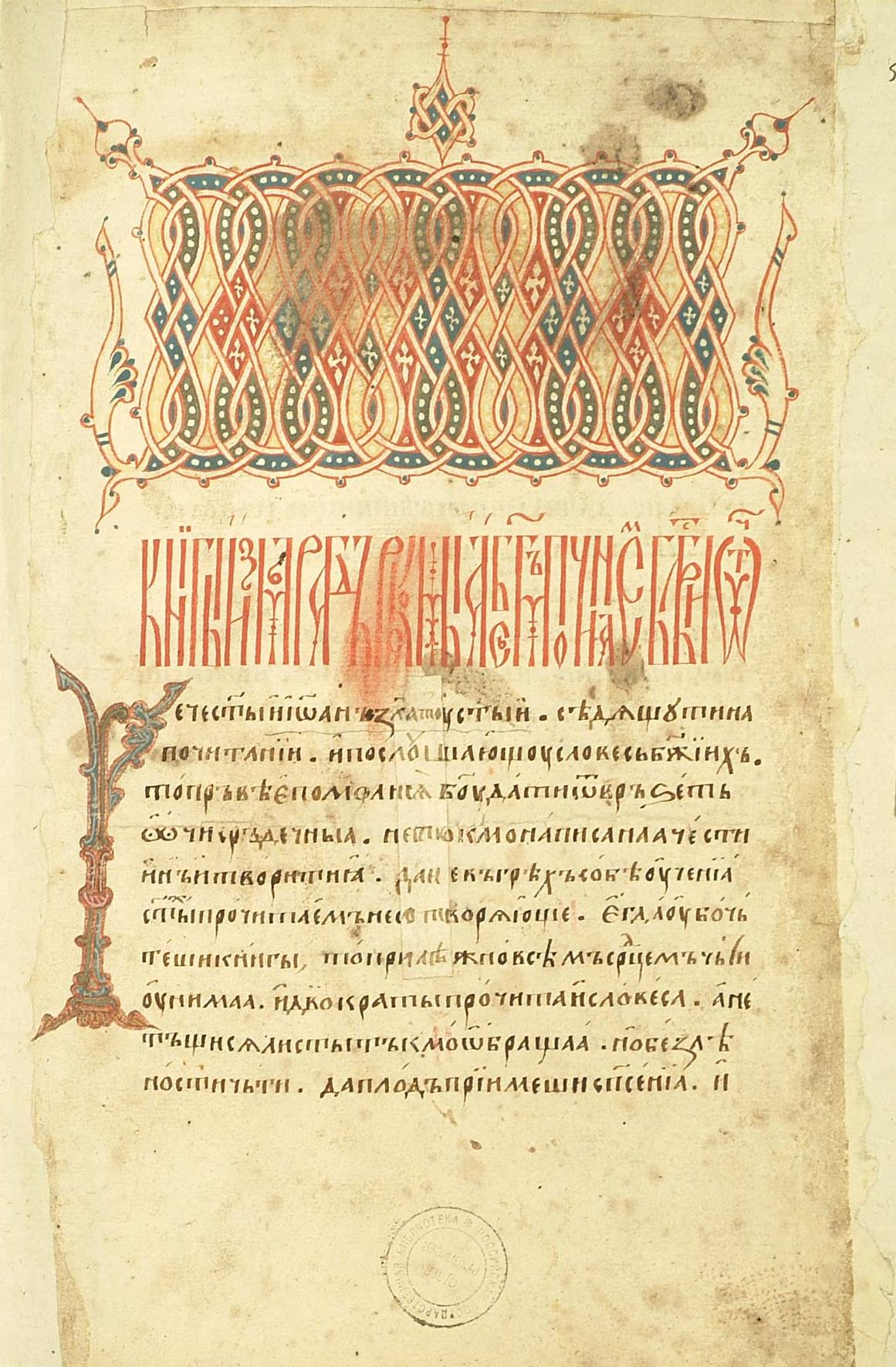
Измарагд, начало XVI века

Наиболее распространённым типом рукописей с литературными материалами являются литературные сборники. Писец переписывал различные произведения по какому-либо признаку в тетради. Тетради, писанные одним писцом, могли затем переплетаться самим писцом или переплётчиком. Переплётчик мог собирать тетради разного времени и разных писцов и соединять их потому, что они были одного формата или объединялись им по содержанию. Такие сборники в настоящее время называются конволютами. Сборники, писанные одним писцом, могут быть определённого, традиционного содержания («Златоструй», «Измарагд», «Торжественник» и др.) и неопределённого содержания, отражающие индивидуальные вкусы и интересы того или иного писца, подбиравшего материалы для себя или для своего заказчика.
Своды многообразного содержания уравнивали оригинальные и переводные тексты. Разграничение «своего» и «чужого» практически не прослеживается. И те, и другие произведения считались своими, имеющими одни и те же цели. В целом соседство в сборниках текстов разных типов может рассматриваться как свидетельство восприятия их как частей единого корпуса книжности, характеризующейся не своими формальными особенностями, а лишь своим христианским содержанием и дидактической ценностью. В то же время в составе каждого конкретного сборника отдельные произведения могли приобретать индивидуальный контекст и образовывать с другими единое целое.
Объёмные произведения могли переписываться и переплетаться в отдельные книги: некоторые летописные своды, сочинения по всемирной истории, патерики, сочинения церковно-служебного характера, про́логи и др. Небольшие сочинения, например, «Моление Даниила Заточника» или «Слово о погибели Русской земли» не составляли отдельных книг.

## Литературный язык

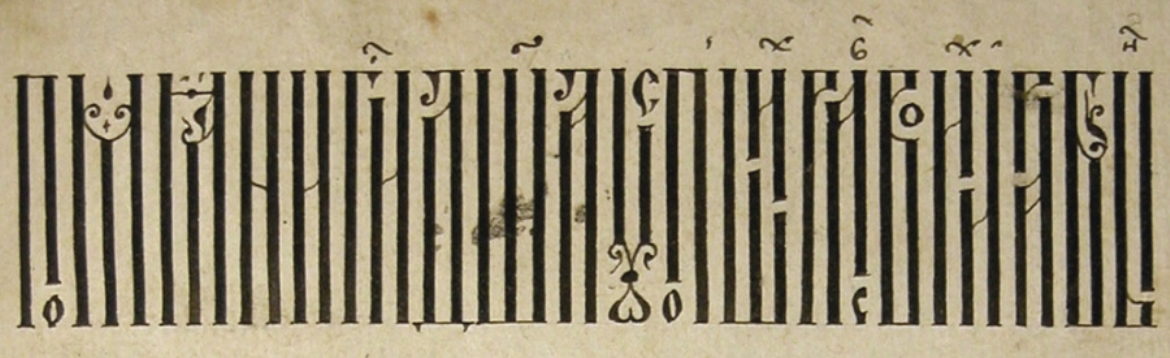
Надпись из «Каллиграфического подлинника» 1604 года: «Помяни, Господи, душа усопших раб Своих и рабынь»

В процессе переводов греческих церковных книг Кириллом, Мефодием и их учениками во второй половине IX века на болгаро-македонской основе был создан старославянский язык (в оригинале назывался «словѣньскъ ѩзыкъ»), ставший общеславянским литературным языком. Этот язык применительно к периоду после конца X века называют церковнославянским языком.
В конце XI—XII веков вместе со старославянскими книгами старославянский (церковнославянский) язык был заимствован на Руси. С самого раннего периода своего существования на Руси этот язык адаптировался к живой русской речи. Под её влиянием одни специфические южнославянизмы были вытеснены из книжной нормы русизмами, другие стали допустимыми вариантами в её пределах. В результате к концу XI века сложился древнерусский извод церковнославянского языка.
Существуют различные мнения учёных о языковой ситуации Древней Руси. Одни исследователи характеризуют её как двуязычие, при котором разговорным и деловым языком был древнерусский, а литературным — церковнославянский (А. А. Шахматов). Другие утверждают самобытность литературного языка Древней Руси, глубину его народной русской речевой основы и, соответственно, незначительность и поверхностность церковнославянского влияния (С. П. Обнорский). Получила известность также компромиссная теория, в соответствии с которой в Древней Руси существовало два книжных языка: церковнославянский и древнерусский (Д. С. Лихачёв). Согласно новейшей теории диглоссии (Г. Хюттль-Фольтер, А. В. Исаченко, Б. А. Успенский), напротив, церковнославянский и древнерусский языки почти не пересекались и воспринимались как две разные сферы одного языка. Древнерусский язык и его диалекты выполняли роль разговорного языка, языка делового и бытового общения и отразились в большинстве грамот (известно около 1000 берестяных грамот и около 150 пергаменных грамот XI—XIV веков), большом числе записей в рукописных книгах и надписей, в том числе граффити. В таких памятниках часто встречаются диалектные особенности и весьма редко — церковнославянизмы. Наддиалектная форма древнерусского языка была языком официальных документов: грамот, Русской Правды, княжеских уставов. Церковнославянский язык стал книжно-литературным языком Древней Руси. Его памятники включают некоторые грамоты, записи и надписи и особенно произведения книжной культуры — рукописные книги. Он включил многие русизмы, как общие для всех древнерусских диалектов, так и диалектно ограниченные. Эти особенности проявляются в разной степени: в религиозных текстах — лишь в качестве вкраплений, в оригинальных светских текстах (особенно в летописях) — значительно.
В дальнейшем границы между литературным и деловым языком начинают размываться, и элементы делового и через него разговорного языка проникают в поздние памятники, такие как «Хожение за три моря» Афанасия Никитина, послания Ивана Грозного, повести XVII века и др..

## Периодизация

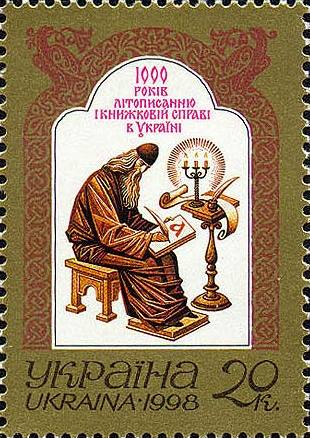
«1000 лет летописанию и книжному делу Украины», почтовая марка Украины, 1998

### Возникновение

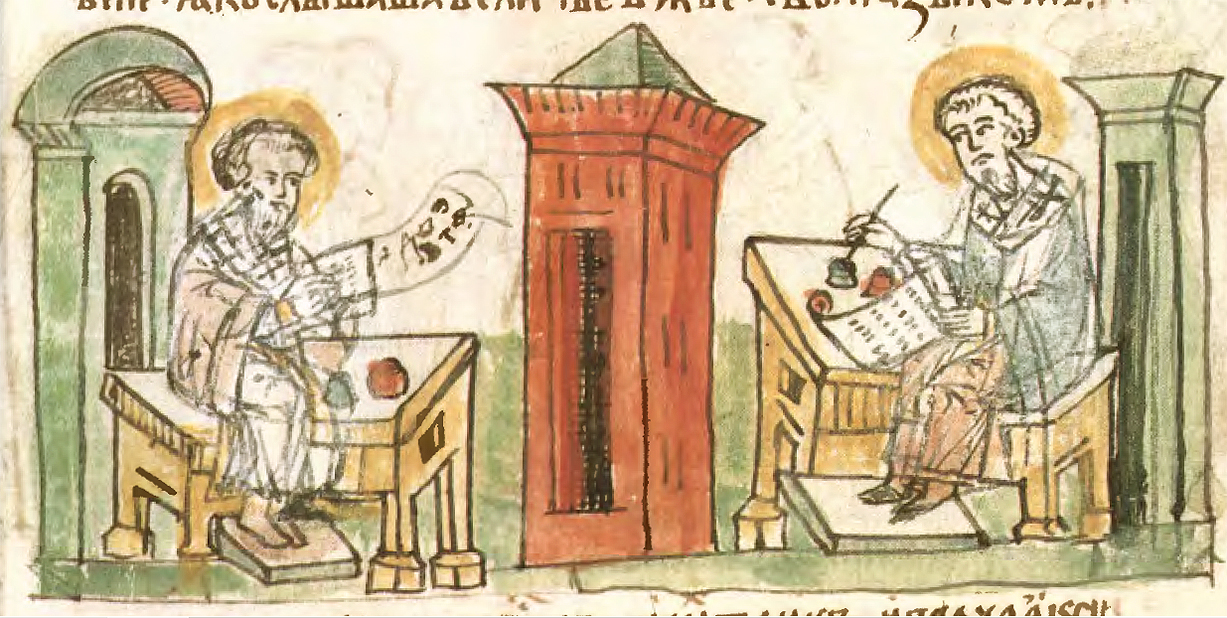
Кирилл и Мефодий. Миниатюра из Радзивилловской летописи, конец XV века

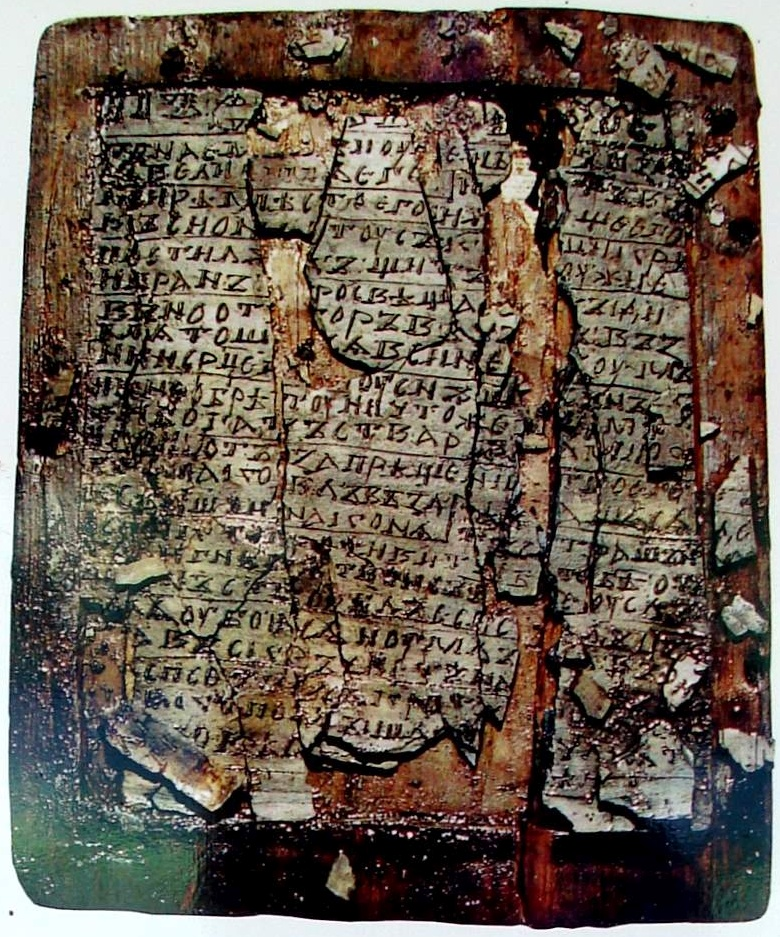
Первая страница Новгородского кодекса, 1010-е годы

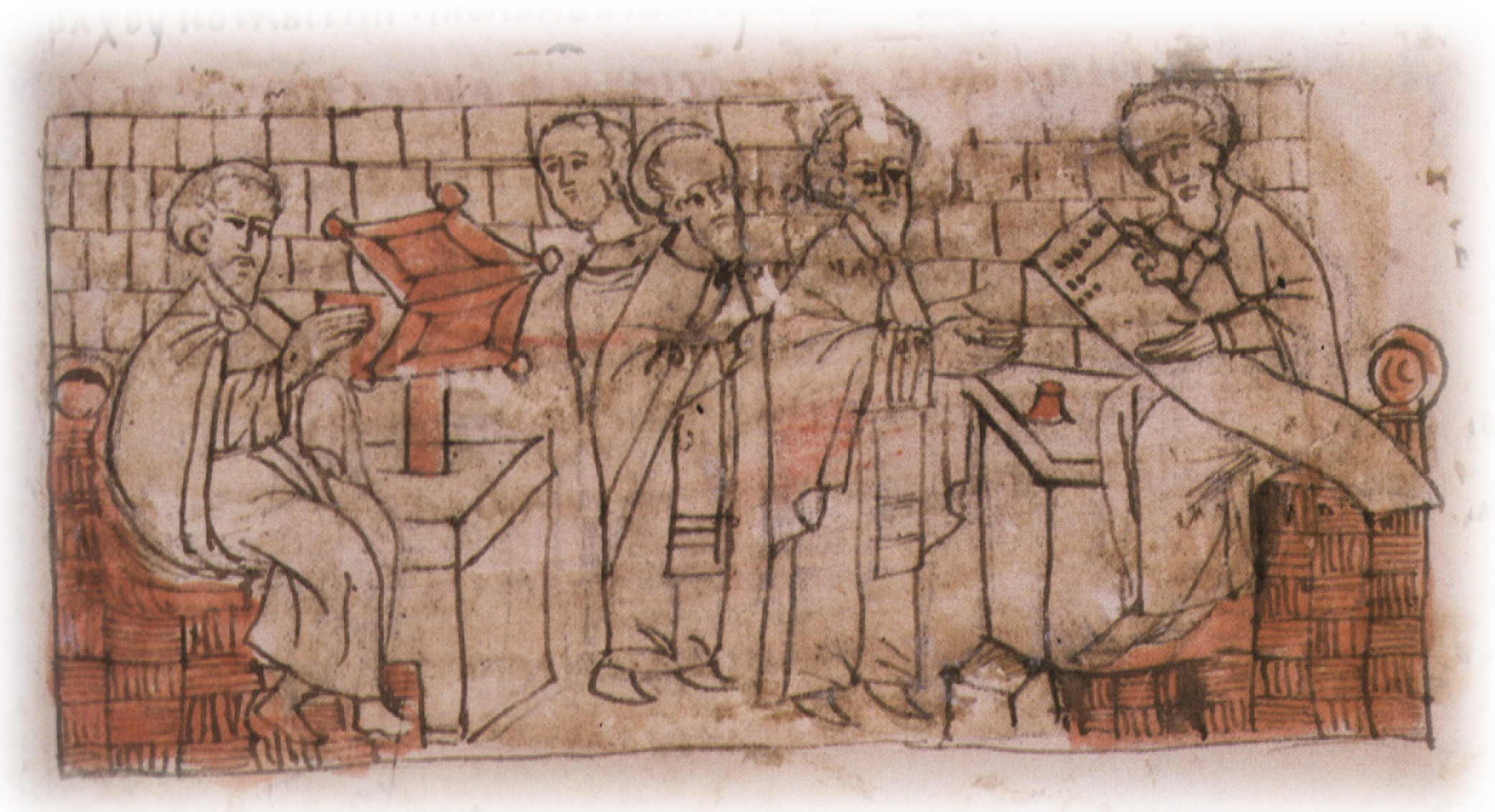
Книгописная мастерская при Софийском соборе. Миниатюра из Радзивилловской летописи

### Оригинальная литература раннего периода

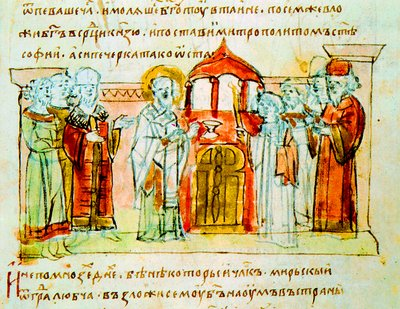
Настолование митрополита Илариона. Миниатюра из Радзивиловской летописи

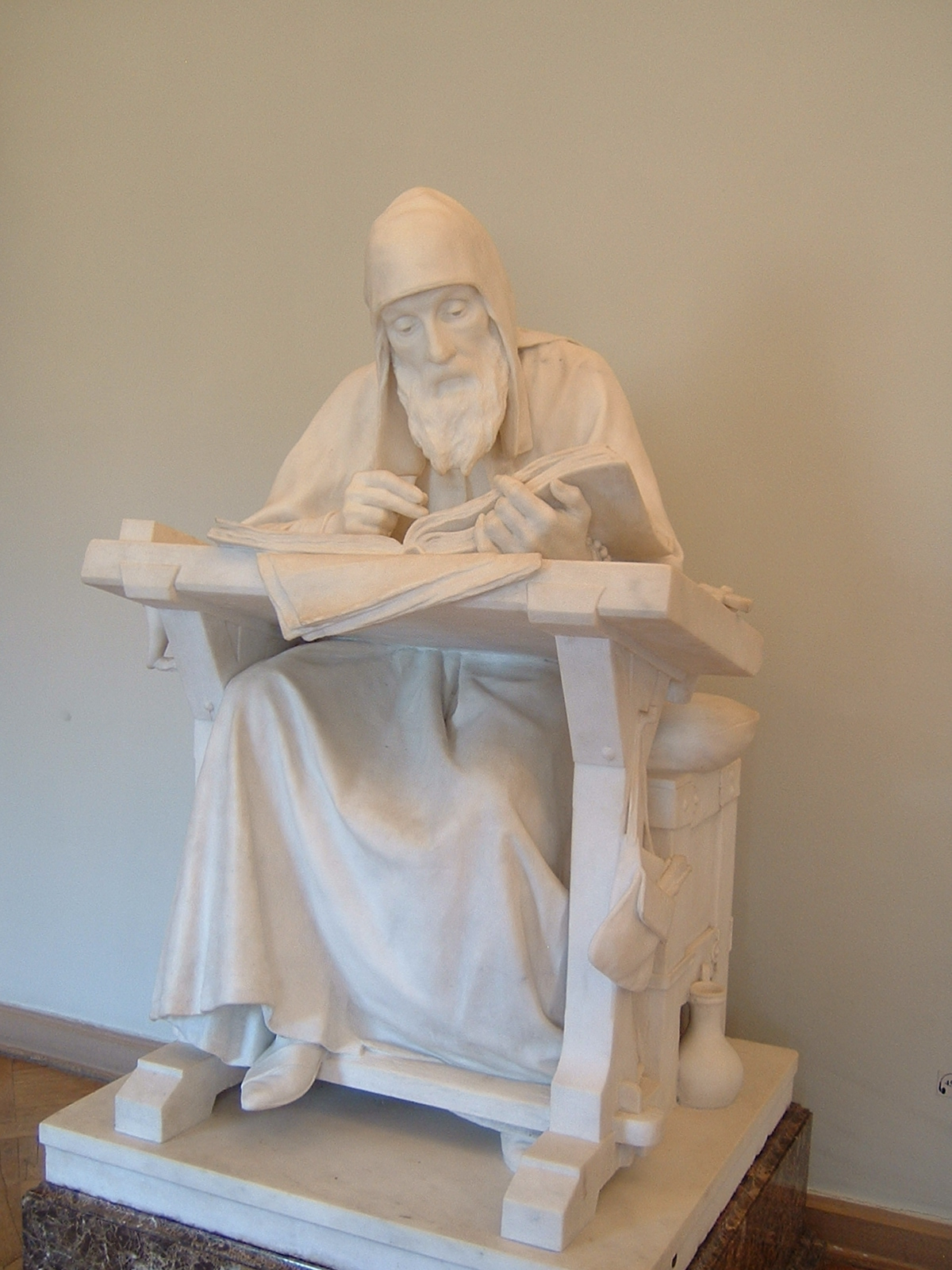
Нестор Летописец, древнерусский летописец и агиограф конца XI — начала XII веков. Скульптура работы Марка Антокольского

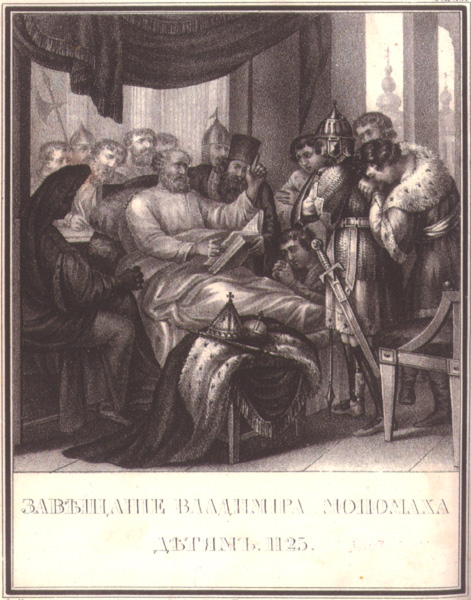
«Завещание Владимира Мономаха детям». Литография 1836 года по рисунку Бориса Чорикова